# Vladan Radovic
Vladan Radovic (Sarajevo, 15 dicembre 1970) è un direttore della fotografia italiano.

## Biografia
Nasce il 15 dicembre 1970 a Sarajevo, all'epoca città della Jugoslavia. Dopo il diploma classico si trasferisce a Roma per continuare la sua formazione presso la Scuola nazionale di cinema del Centro sperimentale di cinematografia. Presso di essa, nel 1999, si diploma in fotografia, corso coordinato da Giuseppe Rotunno. A partire dal 2003 si occupa della fotografia di numerosi film e cortometraggi italiani e stranieri, e di varie pubblicità.

## Filmografia

### Cinema
- Saimir, regia di Francesco Munzi (2004)
- Mater Natura, regia di Massimo Andrei (2005)
- Rosso come il cielo, regia di Cristiano Bortone (2005)
- Oliviero Rising, regia di Riki Roseo (2007)
- Il resto della notte, regia di Francesco Munzi (2008)
- Colpo d'occhio, regia di Sergio Rubini (2008)
- Sonetàula, regia di Salvatore Mereu (2008)
- Segreti e sorelle, regia di Francesco Jost (2009)
- L'estate di Martino, regia di Massimo Natale (2010)
- La prima notte della luna, regia di Massimo Guglielmi (2010)
- Gli sfiorati, regia di Matteo Rovere (2011)
- L'ultimo terrestre, regia di Gian Alfonso Pacinotti (2011)
- Isole, regia di Stefano Chiantini (2011)
- Appartamento ad Atene, regia di Ruggero Dipaola (2011)
- Tutti i santi giorni, regia di Paolo Virzì (2012)
- Studio illegale, regia di Umberto Carteni (2013)
- Passione sinistra, regia di Marco Ponti (2013)
- Smetto quando voglio, regia di Sydney Sibilia (2014)
- Anime nere, regia di Francesco Munzi (2014)
- Le Piccole Idee, regia di Giacomo Faenza (2014)
- Vergine giurata, regia di Laura Bispuri (2015)
- La felicità è un sistema complesso, regia di Gianni Zanasi (2015)
- La pazza gioia, regia di Paolo Virzì (2016)
- La fuga, regia di Sandra Vannucchi (2016)
- Smetto quando voglio - Masterclass, regia di Sydney Sibilia (2017)
- Smetto quando voglio - Ad honorem, regia di Sydney Sibilia (2017)
- Troppa grazia, regia di Gianni Zanasi (2018)
- Figlia mia, regia di Laura Bispuri (2018)
- Notti magiche, regia di Paolo Virzì (2018)
- Il traditore, regia di Marco Bellocchio (2019)
- Magari, regia di Ginevra Elkann (2019)
- School of Mafia, regia di Alessandro Pondi (2021)
- Il paradiso del pavone, regia di Laura Bispuri (2021)
- Settembre, regia di Giulia Louise Steigerwalt (2022)
- La seconda chance, regia di Umberto Carteni (2023)
- Te l'avevo detto, regia di Ginevra Elkann (2023)
- Diva Futura, regia di Giulia Louise Steigerwalt (2024)

### Televisione
- I delitti del BarLume (serie TV, 2013, episodi Il re dei giochi e La carta più alta)
- In Treatment - serie TV (2013)
- Romulus - serie TV (2020-2022)
- La legge di Lidia Poët - serie TV (2023)

### Cortometraggi
- Racconto di guerra, regia di Mario Amura (2003)
- Sulla riva del lago, regia di Matteo Rovere (2004)
- De Glauber Para Jirges, regia di Andre Ristum (2005)
- Homo homini lupus, regia di Matteo Rovere (2007)
- La pagella, regia di Alessandro Celli (2009)
- Solo un gioco, regia di Elisa Amoruso (2010)
- Biondina, regia di Laura Bispuri (2010)

## Riconoscimenti
David di Donatello
2015 - Miglior fotografia per Anime nere
2017 - Nomination Miglior fotografia per La pazza gioia
2020 - Nomination Miglior fotografia Il traditore
Nastro d'argento
2015 - Nomination Miglior fotografia per Anime nere e Vergine giurata
Film festival internazionale di Milano
2014 - Nomination Migliore cinematografia per Appartamento ad Atene
Le Giornate della Luce
2016 - Il Quarzo dei Giovani - Film Commission FVG per La pazza gioia
2016 - Il Quarzo del pubblico - Audience Award per La pazza gioia
Ciak d'oro
2020 - Migliore fotografia per Il traditore